# جيروم روبرت
جيروم روبرت (بالفرنسية: Jérôme Robart)‏
```
هو 
كاتب مسرحي
 
وممثل
 
فرنسي
، ولد في 27 مايو 1970 
بمونتروي
 في 
فرنسا
.
[
2
]
```

## وصلات خارجية
- جيروم روبرت على موقع IMDb (الإنجليزية)
- جيروم روبرت على موقع روتن توميتوز (الإنجليزية)
- جيروم روبرت على موقع ألو سيني (الفرنسية)
- جيروم روبرت على موقع أول موفي (الإنجليزية)
- جيروم روبرت على موقع قاعدة بيانات الفيلم (الإنجليزية)
- جيروم روبرت على موقع كينوبويسك (الروسية)